# St. Bernward (Braunschweig)

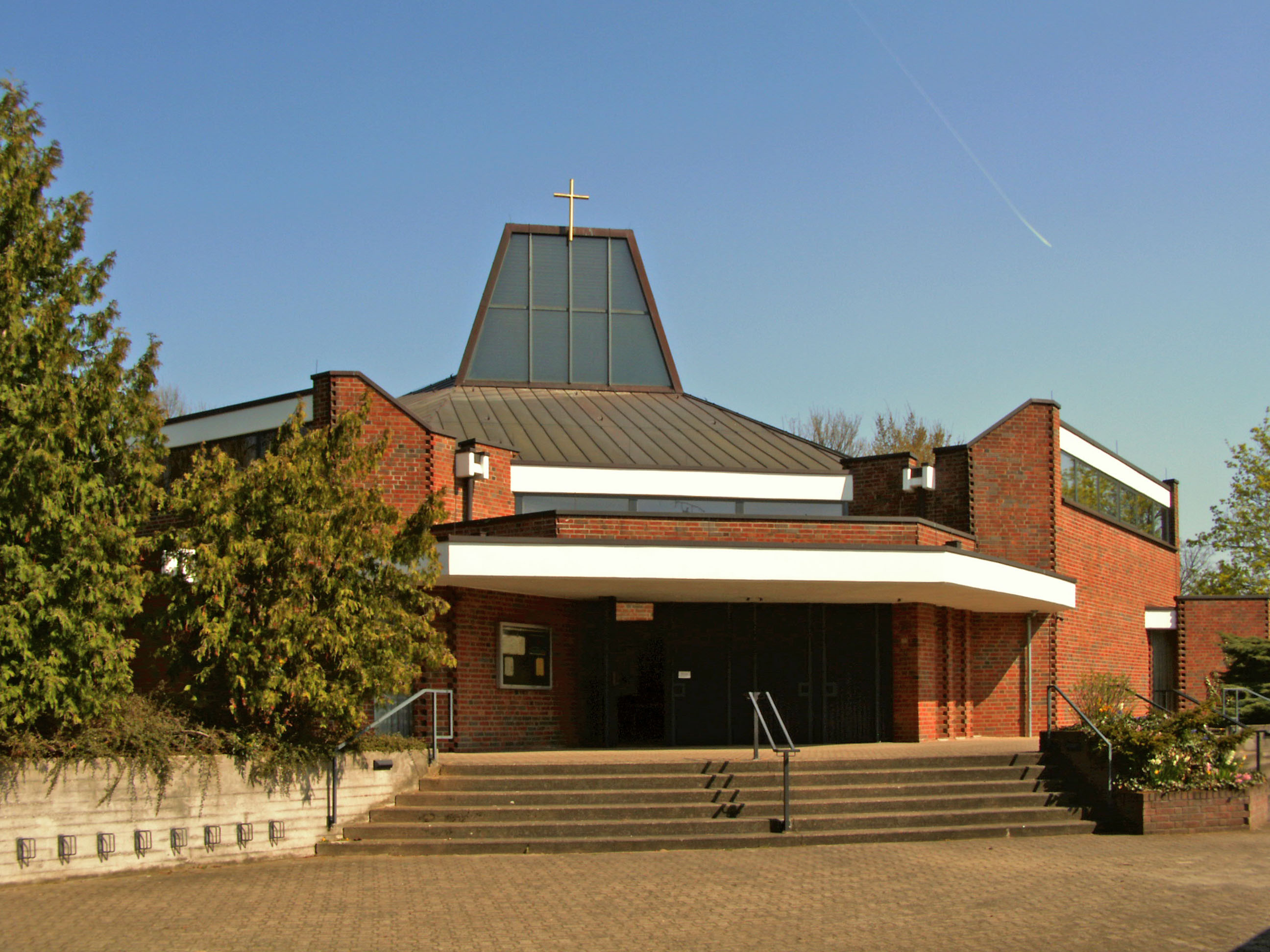
St.-Bernward-Kirche

St. Bernward ist eine katholische Pfarrkirche in Braunschweig, ihre gleichnamige Pfarrgemeinde gehört zum Dekanat Braunschweig des Bistums Hildesheim. Die nach dem heiligen Bernward von Hildesheim benannte Kirche befindet sich im Stadtteil Heidberg (Stettinstraße 2a).

## Geschichte
1958/59 begann der Bau des zunächst Südstadtsiedlung genannten Stadtteils Heidberg. Am 1. März 1963 wurde die Pfarrgemeinde St. Bernward gegründet. In der Anfangszeit hatte sie ihren Sitz in der Bautzenstraße 25, ihre Gottesdienste fanden im Schulpavillon Heidberg-Ost an der Dresdenstraße statt. Auch im ebenfalls zur Pfarrgemeinde gehörenden Nachbarstadtteil Melverode wurden Gottesdienste gehalten, in der Neuen Schule an der Görlitzstraße und in der evangelischen St.-Nikolai-Kirche. Langjähriger Pfarrer war Johannes Tannhäuser († 1991).
Ab 1968 wurde die St.-Bernward-Kirche erbaut, dazu auch Pfarrhaus, Pfarrheim und Kindertagesstätte. Am 14. Oktober 1969 wurde die Kindertagesstätte eingeweiht, am 8. November 1970 folgte durch Bischof Heinrich Maria Janssen die Konsekration der Kirche.
Seit dem 1. November 2006 gehören auch die Kirchen Hl. Dreifaltigkeit in Stöckheim, St. Hedwig in Rüningen und St. Heinrich in der Südstadt zur Pfarrgemeinde St. Bernward, ihre Pfarrgemeinden wurden aufgehoben. Dadurch vergrößerte sich die Mitgliederzahl der Pfarrgemeinde von etwa 2100 auf über 6400. Zuvor bildeten diese vier Gemeinden bereits einige Jahre lang die Seelsorgeeinheit „Braunschweig-Süd“.

## Architektur und Ausstattung
Die in rund 82 Meter Höhe über dem Meeresspiegel gelegene Kirche wurde nach Plänen des Braunschweiger Architekten Alois Hafkemeyer (1929–1986) erbaut, die bereits die Kirchen St. Norbert (Grasleben), Corpus Christi (Rotenburg (Wümme)), St. Marien (Braunschweig-Querum) und St. Elisabeth (Salzgitter) entworfen hatte, und später noch das Ökumenische Zentrum St. Stephanus und St. Maximilian Kolbe (Salzgitter) entwarf.
Unter der höchsten Stelle der Kirche, die als turmloser Zentralbau ausgeführt mit einem vergoldeten Kreuz gekrönt ist, befindet sich der Altar. Ein Ewiges Licht befindet sich neben dem Tabernakel, ein zweites Ewiges Licht ist von außen durch ein kleines Fenster sichtbar. Tabernakel, Altar, Taufbecken und Kruzifix wurden von Jürgen Weber entworfen. Claus Kilian gestaltete die drei Fenster hinter dem Altar. Die geschnitzten Kreuzwegstationen stammen aus der Aegidienkirche und wurden dort durch einen moderneren Kreuzweg ersetzt. Zur Ausstattung gehören ferner Statuen der Heiligen Maria (Mutter Jesu) und Bernward, sowie eine digitale Orgel. Neben der Kirche befindet sich die von der Caritas getragene Kindertagesstätte St. Bernward.